# Recchia piriana
Recchia piriana là một loài bọ cánh cứng trong họ Cerambycidae.